# Fronteras de Albania
Las fronteras de Albania son las que siguen.

## Fronteras internacionales

### Frontera con Montenegro
La frontera con Montenegro tiene una extensión de 172 km de longitud. En la actualidad existen tres pasos fronterizos que pueden cruzarse por carretera en vehículos o a píe. Uno de ellos, Hai i Hatit, es a la vez el único cruce fronterizo ferroviario que posee Albania, aunque esta línea es solo de mercancías.

### Serbia y el caso de Kosovo
Albania, al igual que otros 111 Estados miembros de la ONU, reconoce al estado de Kosovo. Ambos países se reconocen mutuamente desde el mismo año de la declaración de independencia de Kosovo; sin embargo, 45 países miembros de la ONU han declarado oficialmente que no reconocen al país, lo que hace de Kosovo un Estado con reconocimiento limitado.
Para Albania, su frontera existe con Kosovo; sin embargo, para Serbia y los otros 44 países que no reconocen a Kosovo, los 112 km con Albania son una frontera común entre Albania y Serbia que coincide con la Provincia Autónoma de Kosovo y Metojia, una región serbia.

### Frontera con Macedonia del Norte
Albania y Macedonia del Norte tienen una frontera común que se extiende a lo largo de 151 km. Cuenta en total con cuatro cruces fronterizos, todos ellos terrestres. Además, en la frontera se encuentra el punto más elevado de ambos países, el monte Korab, y posee dos lagos de soberanía compartida, el lago Ohrid y el lago Prespa, este último compartido además con la República Helénica.

### Frontera con Grecia
La frontera albanogriega es la mayor frontera terrestre de Albania con 282 km y un total de seis cruces fronterizos. En esta frontera se encuentra el lago Prespa, una frontera natural entre Albania, Grecia y Macedonia del Norte.

## Aeropuertos
Albania tiene un total de 10 aeropuertos, de los cuales 3 son de uso militar (Kuçovë, Lezhë y Vlorë), 5 son exclusivamente nacionales (Gjirokastër, Korçë, Sarandë, Shkodër y el Helipuerto de Tirana), y solo 2 son internacionales (Tirana y Kukës).

## Puertos
Albania posee 362 km de costa, en las cuales se encuentran varias ciudades portuarias, las más importantes de ellas son Durrës y Sarandë. El puerto de Durrës es el más importante de Albania, teniendo un gran impacto en su economía, aunque apenas tiene tráfico de pasajeros. En menor medida, el puerto de Sarandë también tiene un tráfico comercial, aunque en su caso, el tráfico de pasajeros, especialmente provenientes de cruceros que realizan rutas por el Mediterráneo.